# 三間坂駅
三間坂駅（みまさかえき）は、佐賀県武雄市山内町大字三間坂にある、九州旅客鉄道（JR九州）佐世保線の駅である。

## 歴史
- 1897年（明治30年）7月10日：九州鉄道の駅として 開業[2]。
- 1907年（明治40年）7月1日：九州鉄道が国有化[2]。
- 1973年（昭和48年）4月1日：貨物取扱廃止[2]
- 1982年（昭和57年）9月20日：荷物扱い廃止[2]。
- 1983年（昭和58年）1月：このころ一旦駅員無配置駅となる[3]。
- 1987年（昭和62年）4月1日：国鉄分割民営化により、九州旅客鉄道（JR九州）の駅となる[2]。
- 2016年（平成28年）3月26日：無人駅化[4][5]。
- 2024年（令和6年）10月3日：ICカード「SUGOCA」の利用を開始[6][7]。

## 駅構造
相対式ホーム2面2線を持つ地上駅。互いのホームは跨線橋で連絡している。駅舎側ホームが1番のりば、反対側ホームが3番のりばである。普通列車は基本的に1番のりばから発車し、当駅での行き違いがある場合に限り、下り列車は3番のりばから発車する。中央に留置線があり、普段は使われないが、36ぷらす3が運転停車の際に使用されたり、一部臨時列車のリレーかもめの留置に使用される。以前は長崎（大村線経由）からの上り臨時列車有田陶器市号を運転した後は、下りの運転までここに留置されていた。木造駅舎を有する。
JR九州鉄道営業が駅業務を行う業務委託駅だったが、2016年3月に無人駅となった。

### のりば
| のりば | 路線      | 方向 | 行先                 | 備考                                                                           |
| ------ | --------- | ---- | -------------------- | ------------------------------------------------------------------------------ |
| 1      | ■佐世保線 | 下り | 早岐・佐世保方面     | 佐世保方面は原則早岐で乗り換え                                                 |
| 1      | ■佐世保線 | 上り | 江北・佐賀・鳥栖方面 | 上り特急列車が通過                                                             |
| 3      | ■佐世保線 | 下り | 早岐・佐世保方面     | 下り特急列車が通過 行き違いがある下り普通列車が使用 佐世保方面は早岐で乗り換え |

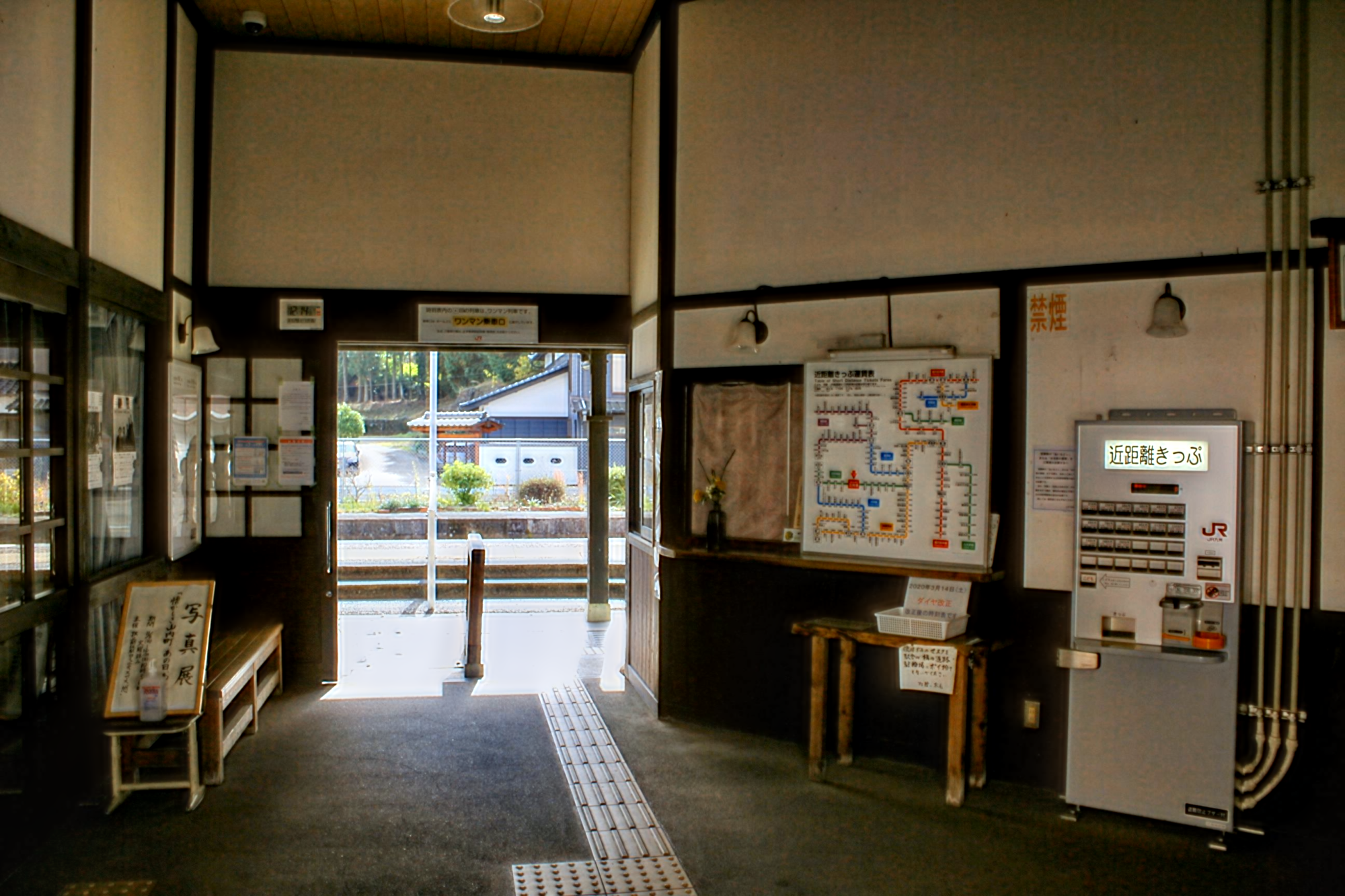
改札口（2020年11月）
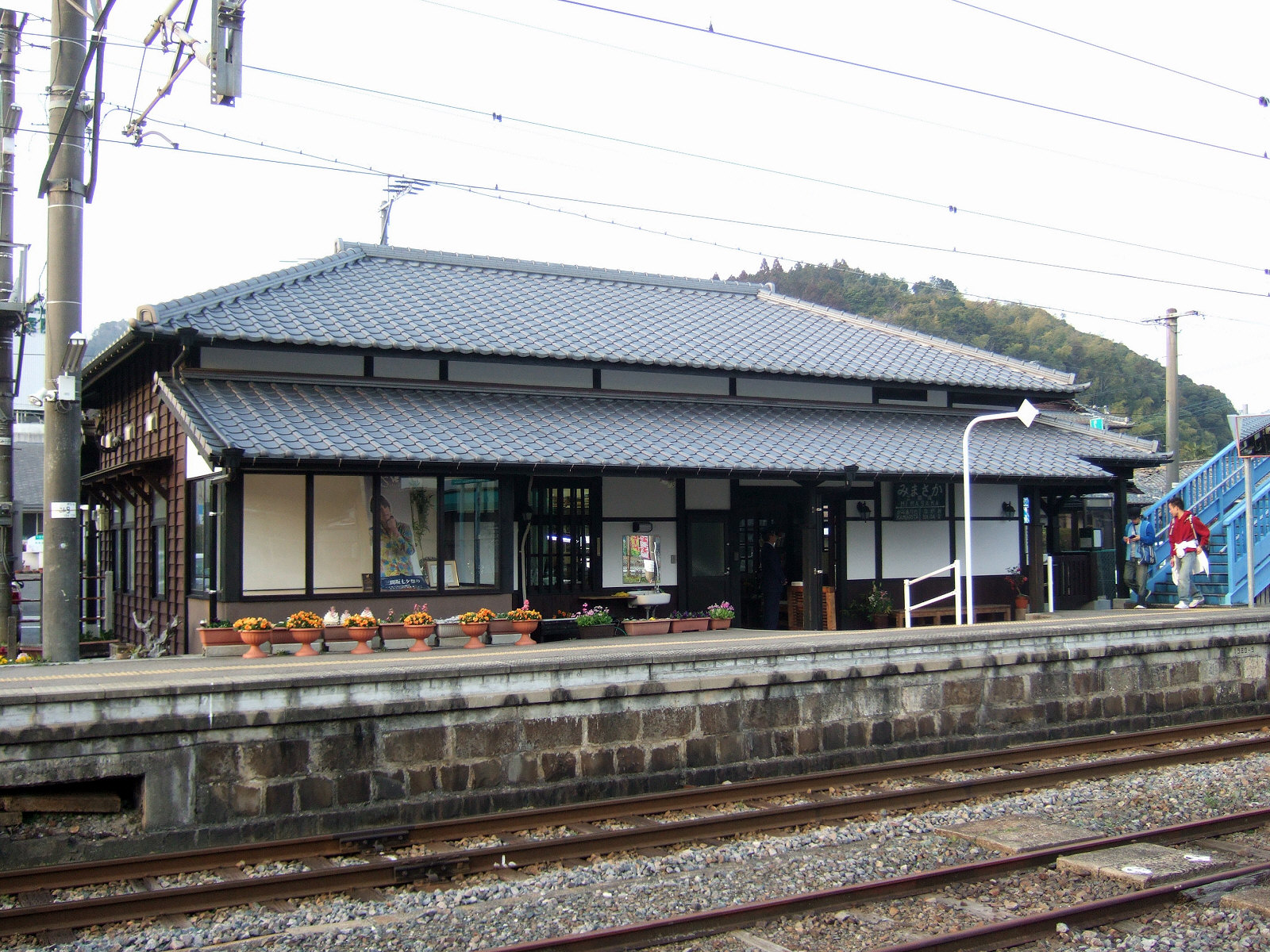
駅舎ホーム側
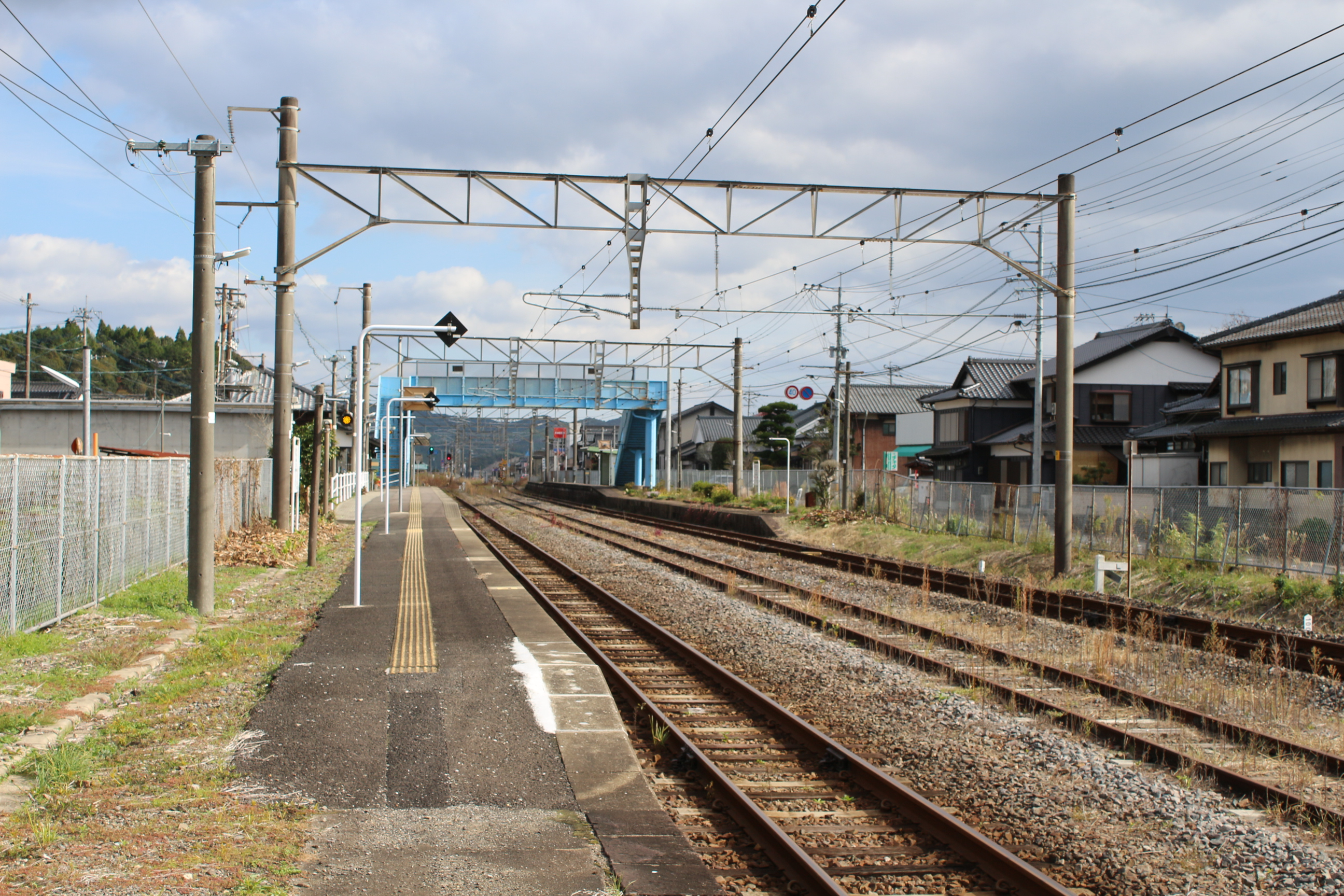
ホーム（2020年11月）

## 利用状況
2011年度の1日平均乗車人員は323人である。
2020年度の1日平均乗車人員は308人である。
| 年度   | 1日平均 乗車人員 |
| ------ | ---------------- |
| 2000年 | 367              |
| 2001年 | 345              |
| 2002年 | 319              |
| 2003年 | 298              |
| 2004年 | 315              |
| 2005年 | 306              |
| 2006年 | 281              |
| 2007年 | 296              |
| 2008年 | 323              |
| 2009年 | 327              |
| 2010年 | 320              |
| 2011年 | 323              |
|        |                  |
| 2017年 | 342              |
| 2018年 | 351              |
| 2019年 | 358              |
| 2020年 | 308              |

## 駅周辺
住宅は多い。商店もある。
- 佐賀県道45号嬉野山内線
- 佐賀県道26号伊万里山内線
- 佐賀銀行三間坂支店
- 三間坂郵便局
- 武雄市役所山内支所
- 武雄消防署山内分署
- 武雄市立山内中学校

### バス路線
駅前に「三間坂駅前」バス停留所がある。
- 西肥バス
  - 伊万里駅前・伊万里農林高校
- 祐徳バス

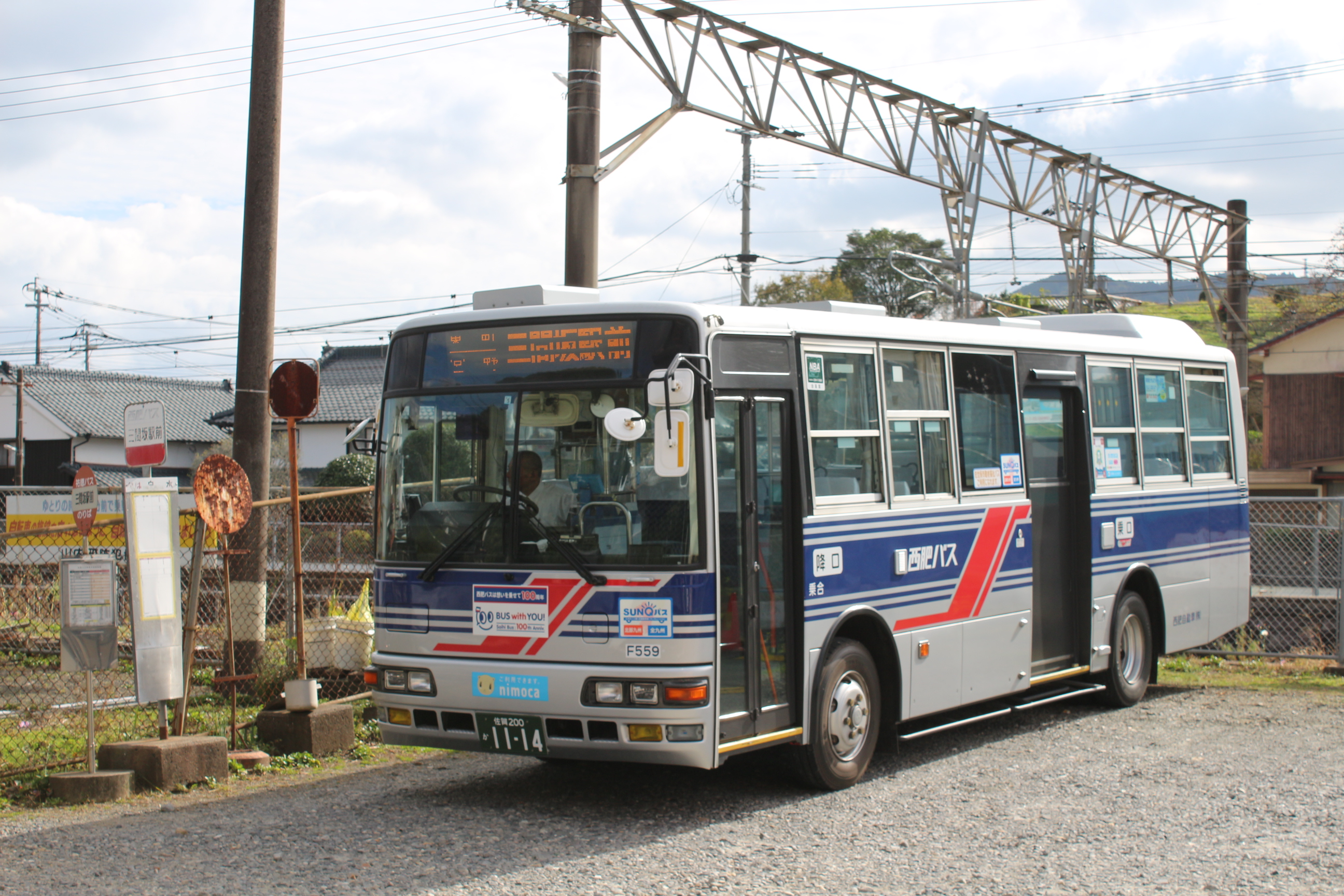
三間坂駅前バス停留所

  - 山内東小学校 - 日出城 - 嬉野温泉（湯の田）
  - 上西山 - 御船ヶ丘小学校前 - 武雄温泉駅前
- 武雄市コミュニティバス「ほんわカー」
  - 船の原・立野川内南線
  - 今山・下黒髪線
  - 立野川内北・宮野線

## 隣の駅
九州旅客鉄道（JR九州）
■佐世保線
永尾駅 - 三間坂駅 - 上有田駅